# Метод координат
Метод координат — способ определять положение точки или тела с помощью чисел или других символов (например, положение шахматных фигур на доске определяется с помощью чисел и букв). Числа (символы), определяющие положение точки (тела) на прямой, плоскости, в пространстве, на поверхности и так далее, называются её координатами. В зависимости от целей и характера исследования выбирают различные системы координат.

## История создания
Древний мир
Первоначальная потребность в идеи о создании метода координат появились в древности, с развитием наук таких как астрономия, географии, живописи. За 100 лет до н.э греческий учёный Гиппарх предложил опоясать на карте земной шар параллелями и меридианами и ввести для них географические координаты: широту и долготу и обозначить их числами.
Современный мир
Современную прямоугольную систему координат была создана в учёным и математиком Рене Декартом в 1637 году в книге "геометрия". Первоначально ордината и абсцисса была всегда имела положительное значение, но вскоре доработано его учениками, добавив отрицательные значения. 